# Michał Kopczyński
Michał Andrzej Kopczyński (ur. 9 marca 1964 w Warszawie) – polski historyk, profesor nauk humanistycznych, pracownik Wydziału Historii Uniwersytetu Warszawskiego, członek redakcji kwartalnika Przegląd Historyczny (2000–2012) oraz Magazynu Historycznego „Mówią Wieki” (od 2000). Od października 2014 redaktor naczelny „Mówią Wieki”. Od 2009 związany również z Muzeum Historii Polski. 

## Życiorys
Laureat IX Olimpiady Historycznej (2 miejsce). Studia historyczne na Uniwersytecie Warszawskim ukończył w 1989. Rozprawę doktorską napisaną pod kierunkiem profesora Antoniego Mączaka pt. „Studia nad rodziną chłopską XVII–XVIII wieku” obronił w 1997 roku. W 2006 r. uzyskał na Uniwersytecie Warszawskim habilitację. W 2010 roku udostępnił tę pracę na wolnej licencji w serwisie Otwórz Książkę. W serwisie Otwórz Książkę znajduje się również rozprawa habilitacyjna Michała Kopczyńskiego pt. Wielka transformacja. Monografia Historia gospodarcza ciała udostępniona została w Repozytorium Centrum Otwartej Nauki. Profesor nauk humanistycznych od 2019 roku. Zajmuje się historią gospodarczą, demografią historyczną i dziejami techniki. 
W 2010 wszedł w skład komitetu poparcia Jarosława Kaczyńskiego w wyborach prezydenckich.
W 2012 został członkiem Komitetu Nauk Historycznych PAN. W 2024 otrzymał Nagrodą im. Joachima Lelewela.
Jest synem Andrzeja Kopczyńskiego.

## Publikacje autorskie
- Studia nad rodziną chłopską w Koronie w XVII–XVIII wieku, Wydawnictwo Krupski i S-ka, Warszawa 1998, ISBN 83-86117-22-2
- Podstawy statystyki: skrypt akademicki, Wydawnictwo Wyższej Szkoły Informatyki, Zarządzania i Administracji, Warszawa 2003, ISBN 83-88910-08-6
- Podstawy statystyki: podręcznik dla humanistów, Oficyna Wydawnicza „Mówią wieki”, Warszawa 2005, ISBN 83-86156-22-8
- Wielka transformacja: badania nad uwarstwieniem społecznym i standardem życia w Królestwie Polskim 1866–1913 w świetle pomiarów antropometrycznych poborowych, Oficyna Wydawnicza „Mówią Wieki”, Warszawa 2006, ISBN 83-86156-25-2
- Poznać przeszłość, zrozumieć dziś: historia: czasy nowożytne: klasa 2 liceum i technikum: poziom podstawowy i rozszerzony, cz. 1, 1492–1696 i cz. 2, 1697–1871, Wydawnictwo Piotra Marciszuka Stentor, Warszawa 2006, ISBN 83-89315-62-9
- Ludzie i technika. Szkice z dziejów cywilizacji przemysłowej, Oficyna Wydawnicza „Mówią Wieki”, Warszawa 2009, ISBN 978-83-86156-15-3
- Historia gospodarcza ciała. Studia z dziejów biologicznego standardu życia na ziemiach polskich, Oficyna Wydawnicza „Mówią Wieki”, Warszawa 2018, ISBN 978-8-386156-20-7